# Cynometra longipedicellata
Cynometra longipedicellata é uma espécie vegetal da família Fabaceae.
Apenas pode ser encontrada na Tanzânia.